# Biton rhodesianus
Espèce
Synonymes
- Daesia rhodesiana Hewitt, 1914

Biton rhodesianus est une espèce de solifuges de la famille des Daesiidae.

## Distribution
Cette espèce se rencontre en Afrique du Sud et au Zimbabwe.

## Description
Le mâle holotype mesure 18 mm.

## Étymologie
Son nom d'espèce lui a été donné en référence au lieu de sa découverte, le Rhodésie.

## Publication originale
- Hewitt, 1914 : Records of species of Solifugae in the collection of the Transvaal Museum and descriptions of several new species of the family Solpugidae. Annals of the Transvaal Museum, vol. 4, p. 160-167 (texte intégral).